# أرفيد برورسون
أرفيد برورسون (بالسويدية: Arvid Brorsson)‏ هو لاعب كرة قدم سويدي في مركز الدفاع، ولد في 8 مايو 1999 في أوربرو في السويد. شارك مع منتخب السويد تحت 21 سنة لكرة القدم. أما مع النوادي، فقد لعب مع نادي أوربرو.

## وصلات خارجية
- أرفيد برورسون على موقع اتحاد السويد (السويدية)
- أرفيد برورسون على موقع قاعدة بيانات كرة القدم.إي يو (الإنجليزية)
- أرفيد برورسون على موقع Soccerway.com (الإنجليزية)